# Starý Maletín
Starý Maletín (německy Alt Moletein) je vesnice, část obce Maletín v okrese Šumperk. Nachází se asi 2 km na západ od Maletína. V roce 2009 zde bylo evidováno 201 adres. V roce 2001 zde trvale žilo 351 obyvatel.
Starý Maletín je také název katastrálního území o rozloze 14,36 km2.

## Historie
První písemná zmínka o obci pochází z roku 1317.

## Pamětihodnosti
- Kostel svatého Mikuláše (Starý Maletín)
- Venkovská usedlost čp. 1
- Sloup se sochou P. Marie
- Socha sv. Jana Nepomuckého